# Marco Drago (scrittore)
Marco Drago, all'anagrafe Marco Dionigi Drago (Canelli, 18 marzo 1967), è uno scrittore, traduttore e conduttore radiofonico italiano.
È membro della giuria italiana del Premio Raduga.

## Biografia
Ha collaborato con Tuttolibri, la Repubblica, Il Mucchio Selvaggio, Vanity Fair, Rockerilla, GQ, La Lettura, il Giornale, Rivista Studio e Rolling Stone.
È stato fondatore e direttore della rivista letteraria Maltese Narrazioni, uscita dal 1989 al 2007. È stato il primo direttore della collana e-book Laurana Reloaded.
Lavora per la radio collaborando con la Rai, Radio24 e la Radio della Svizzera Italiana.

## Opere
Come scrittore ha pubblicato:
- 1998 – L'amico del pazzo, Feltrinelli Editore
- 2000 – Cronache da chissà dove, Minimum Fax
- 2001 – Domenica sera, Feltrinelli Editore
- 2005 – Zolle, Feltrinelli Editore
- 2012 – La vita moderna è rumenta, Feltrinelli Zoom
- 2013 – Baladin, la birra artigianale è tutta colpa di Teo, con Teo Musso,  Feltrinelli Editore
- 2013 – La prigione grande quanto un paese, Barbera Editore
- 2014 – Sesso calcio e rock and roll, Feltrinelli Zoom
- 2015 – Divorare Milano, con Gabriele Dadati, Pierfrancesco Maiorino, Lucia Tilde Ingrosso. Laurana Editore
- 2017 – Francisco, racconto. Su Gli stonati, Neo Edizioni
- 2022 – Genova per noi, racconto. Su Ti racconto una canzone, Arcana.
- 2023 – Innamorato, Bollati Boringhieri
- 2025 – La bohème, hopefulmonster editore

Alla radio ha scritto e condotto:
- 2000-2001 – Candide (Rai Radio 3)
- 2002 – Remix (Rai Radio 3)
- 2004 – Leon (RadioTre. Finalista al Prix Italia 2004 nella sezione Radiodrammi)
- 2006-2009 – La fabbrica di polli (Rai Radio 3)
- 2008 – La guerra dei mondi (Popolare Network)
- 2010-2013 – Chiedo Asilo (Radio24)
- 2011 – Pollycino (Radio24.Vincitore del Prix Italia 2011)
- 2014 – Spiaggiati (RSI, Radio Svizzera Italiana)
- 2014-2016 – Kappa & Drago Record Shop (RSI, Radio Svizzera Italiana)
- 2019 – Il disco volante che partì dalla Terra (RSI, Radio Svizzera Italiana)
- 2020 – My name is Depero (RSI, Radio Svizzera Italiana)
- 2020 – 3000 anni fra i microbi (RSI, Radio Svizzera Italiana)
- 2020 – Music is the best (RSI, Radio Svizzera Italiana)
- 2021 – Ha Ha Rock'n'roll (RSI, Radio Svizzera Italiana)
- 2021 – I numeri zero (Spreaker)
- 2022 – Torpedo Duet (RSI, Radio Svizzera Italiana)
- 2022 – Noise (RSI, Radio Svizzera Italiana)
- 2023 – Etere non etere (RaiPlay Sound)
- 2024 – Animals (RSI, Radio Svizzera Italiana)